# Vallée du Ciron
Vallée du Ciron este o arie protejată (sit de importanță comunitară — SCI) din Franța întinsă pe o suprafață de 3.379 ha, integral pe uscat.

## Localizare
Centrul sitului Vallée du Ciron este situat la coordonatele 44°25′19″N 0°25′13″W / 44.42194°N 0.42028°V.

## Înființare
Situl Vallée du Ciron a fost declarat arie specială de conservare în baza directivei 92/43 din 1992 referitoare la conservarea habitatelor naturale și a faunei și florei sălbatice pentru a proteja 12 specii de animale.

## Biodiversitate
Situată în ecoregiunea atlantică, aria protejată conține 6 habitate naturale: Liziere de ierburi înalte hidrofile de câmpie și de nivel montan până la alpin, Păduri acidofile de stejar bătrân cu Quercus robur pe câmpii nisipoase, Păduri de stejar galițio-portugheze cu Quercus robur și Quercus pyrenaica, Peșteri inaccesibile publicului, Păduri aluvionare cu Alnus glutinosa și Fraxinus excelsior (Alno-Padion, Alnion incanae, Salicion albae), Pajiști umede atlantice temperate cu Erica ciliaris și Erica tetralix.
La baza desemnării sitului se află mai multe specii protejate:
- mamifere (5): vidră de râu (Lutra lutra), nurcă (Mustela lutreola), liliac cu urechi mari (Myotis bechsteinii), liliacul mare cu potcoavă (Rhinolophus ferrumequinum), liliacul mic cu potcoavă (Rhinolophus hipposideros)
- nevertebrate (3): Austropotamobius pallipes, croitorul mare al stejarului (Cerambyx cerdo), rădașcă (Lucanus cervus)
- pești (3): zglăvoacă (Cottus gobio), Cottus perifretum, cicar (Lampetra planeri)
- reptile (1): țestoasa de baltă (Emys orbicularis)

Pe lângă speciile protejate, pe teritoriul sitului au mai fost identificate 1 specie de păsări.